# Смирнов, Владимир Антонович
Влади́мир Анто́нович Смирно́в (1920—1944) — капитан Красной Армии, участник Великой Отечественной войны, Герой Советского Союза (1944).

## Биография
Родился 10 августа 1920 года в селе Лощемля Вышневолоцкого уезда. Русский. После окончания девяти классов школы работал слесарем в Ленинграде. В ноябре 1938 года призван на службу в РККА. В 1940 году окончил Харьковскую военную авиационную школу лётчиков.
С апреля 1942 года — на фронтах Великой Отечественной войны.
К ноябрю 1943 года капитан В. А. Смирнов был штурманом эскадрильи 72-го разведывательного авиаполка 6-й воздушной армии Северо-Западного фронта. К тому времени он совершил 135 боевых вылетов на воздушную разведку и аэрофотосъёмку скоплений боевой техники и живой силы противника, его важных объектов.
Указом Президиума Верховного Совета СССР от 13 апреля 1944 года за «образцовое выполнение боевых заданий командования на фронте борьбы с немецкими захватчиками и проявленные при этом мужество и героизм» капитан Владимир Смирнов был удостоен звания Героя Советского Союза с вручением ордена Ленина и медали «Золотая Звезда» за номером 3507.
9 июля 1944 года самолёт В. А. Смирнова был сбит при выполнении очередного боевого задания, весь экипаж, в который, кроме него, входили Герой Советского Союза майор Виктор Подколоднов и старший лейтенант П. И. Гундарев, погиб. Похоронен в братской могиле на старом польском кладбище в Ковеле.
Был также награждён двумя орденами Красного Знамени, орденом Отечественной войны 1-й степени.
В честь Смирнова названа улица в Ковеле, на месте гибели экипажа установлен памятный знак.